# Maneater – Der Tod aus der Kälte
Maneater – Der Tod aus der Kälte ist ein US-amerikanischer Tierhorrorfilm aus dem Jahr 2015.

## Handlung
Die Firma Clobirch versucht mittels Gentechnik Tiere so zu verändern, dass sie mit den geänderten Bedingungen durch den Klimawandel besser zurechtkommen. Eines ihrer Versuchsobjekte ist ein Eisbär, der durch die Veränderung enorm stark und aggressiv geworden ist. Dieser Bär entkommt aus dem Labor in Alaska und beginnt in der Folge die einzigen Menschen in der gesamten Umgebung zu töten: Ein Fotograf, der gerade mit ein paar Models in der Gegend ist, um Bikini-Fotos im Schnee aufzunehmen, und die Betreiber des Hauses, in dem die Gruppe untergebracht ist.

## Kritik
„Für einen Partyfilm besitzt Maneater zu wenig Pointen. Für eine Trashfilm, nimmt er sich wiederum zu ernst. Die lahme Action ist relativ unspektakulär und der Polarbär besitzt genau so wenig Screentime wie Ray Wise.“

„Seichte Tierhorror‑Unterhaltung mit geringem Tiefgang. Für Genrefans durchaus empfehlenswert.“